# Paul-Eugène Lequeux
Pour les articles homonymes, voir Lequeux.
Paul-Eugène Lequeux est un architecte français né à Paris le 10 août 1806 et mort au Mont-Saint-Michel le 22 juillet 1873.

## Biographie
Fils aîné de Jean-Louis Lequeux (ca.1760-1826), huissier de justice, et de Françoise Geneviève Maupin (ca.1775-1815), il aura une sœur en 1810, prénommée Adélaïde Adeline qui épousera en 1833 Victor Baltard (1805-1874) architecte.
Il entre à l'École des beaux-arts de Paris et devient l'élève d'Auguste Guenepin (1780-1842) et de Louis-Pierre Baltard, il a obtenu le prix de Rome en 1834 sur le sujet de concours : un athénée. 
S'étant marié en 1833 avec Constance, fille de son professeur, sœur de Victor Baltard, pour ne pas quitter Paris, il décide de ne pas aller à la villa Médicis pour passer les cinq années réglementaires.
Il est nommé à la sortie de l'école architecte du département de la Seine, spécialement chargé de l'arrondissement de Saint-Denis.
Le 12 août 1859, il est fait chevalier de la Légion d'honneur.
Il est le père de neuf enfants:
- Isabelle Lequeux (1834-1911)
- Louise Lequeux (1839-1915)
- Geneviève Lequeux (1841-1926)
- Jacques-Paul Lequeux (1846-1907), architecte,
- Gabrielle Lequeux (1847-1917)
- Paul Lequeux (1850-1918)
- André Lequeux (1852-1902), consul de France au Japon, puis à Londres[4]
- Louis-Charles-Guillaume Lequeux (1852-?), architecte, élève de Gabriel Davioud (1824-1881).

## Principaux édifices

### Édifices civils
- Sous-préfecture de Saint-Denis,
- Mairie de Montmartre (ancienne mairie), construite en 1836-1837 à l'angle de la rue et de la place des Abbesses,
- Mairie de Villetaneuse (ancienne mairie),
- Mairie de Puteaux (ancienne mairie, démolie),
- Mairie de Courbevoie (ancienne mairie, en grande partie intacte),
- Mairie des Batignolles (ancienne mairie, en 1847-1849, démolie),
- Mairie de Saint-Ouen, construite entre 1866 et 1868,
- Hôpital psychiatrique de Ville-Évrard, à Neuilly-sur-Marne, construit entre 1864 et 1868.
- Villa des Milans, 19 rue Pierre Curie à Sceaux, modifiée par son fils Jacques-Paul Lequeux
- Hôtel de ville de Romainville

### Édifices religieux
- Église Saint-Gervais-Saint-Protais à Pierrefitte-sur-Seine en 1856,
- Église Sainte-Marie des Batignolles, travaux d'agrandissement à partir de 1839, à Paris 17e arrondissement,
- Eglise Saint-Ferdinand des Ternes, à Paris 17e arrondissement, en 1847 (démolie et remplacée par une nouvelle église)
- Église Saint-Jacques-Saint-Christophe de la Villette, à Paris 19e arrondissement,
- Église Notre-Dame de Clignancourt, à Paris 18e arrondissement,
- Église Notre-Dame-de-Pitié à Puteaux, restauration vers 1850,
- Église Saint-André de Bobigny en 1873.

Ces édifices ne sont pas d'une grande originalité mais ils répondent parfaitement aux conditions exigées par leur destination.